# المعينة (تعز)
المعينه هي إحدى قرى الجمهورية اليمنية. تتبع جغرافيا لمحافظة تعز وإداريًا لمديرية المواسط. يبلغ تعداد سكانها 1335 نسمة حسب الإحصاء الذي أجري عام 2004.